# Diocesi di Gemelle di Numidia
La diocesi di Gemelle di Numidia (in latino: Dioecesis Gemellensis in Numidia) è una sede soppressa e sede titolare della Chiesa cattolica.

## Storia
Gemelle di Numidia, nell'odierna Algeria, è un'antica sede episcopale della provincia romana di Numidia.
È incerta l'attribuzione dei vescovi a questa sede e all'omonima diocesi della Bizacena, poiché non è chiara la provincia di appartenenza dei due vescovi Gemellensis noti. Litteo partecipò al concilio di Cartagine convocato il 1º settembre 256 da san Cipriano per discutere della questione relativa alla validità del battesimo amministrato dagli eretici, e figura all'82º posto nelle Sententiae episcoporum. Alla conferenza di Cartagine del 411, che vide riuniti assieme i vescovi cattolici e donatisti dell'Africa romana, prese parte il donatista Burcatone; la sede non aveva in quell'occasione nessun vescovo cattolico.
Morcelli ignora la diocesi di Gemelle di Bizacena, ed attribuisce entrambi i vescovi alla sede della Numidia. Altri autori invece assegnano a Gemelle di Numidia il vescovo Burcatone, mentre Litteo è attribuito alla sede omonima della Bizacena.
Dal 1933 Gemelle di Numidia è annoverata tra le sedi vescovili titolari della Chiesa cattolica; dal 21 novembre 2020 il vescovo titolare è Wayne Lawrence Lobsinger, vescovo ausiliare di Hamilton.

## Cronotassi

### Vescovi residenti
- Litteo ? † (menzionato nel 256)
  - Burcatone † (menzionato nel 411) (vescovo donatista)

### Vescovi titolari
- Jorge Scarso, O.F.M.Cap. † (29 novembre 1967 - 28 dicembre 1968 nominato vescovo di Patos de Minas)
- Roger Etchegaray † (29 marzo 1969 - 22 dicembre 1970 nominato arcivescovo di Marsiglia)
- Jean-Charles Thomas † (13 marzo 1972 - 4 febbraio 1974 nominato vescovo di Ajaccio)
- Joseph Mercieca † (20 luglio 1974 - 29 novembre 1976 nominato arcivescovo di Malta)
- Geraldo do Espírito Santo Ávila † (27 giugno 1977 - 7 marzo 1998 dimesso)
- George Stack (12 aprile 2001 - 19 aprile 2011 nominato arcivescovo di Cardiff)
- Elkin Fernando Álvarez Botero † (28 maggio 2012 - 22 ottobre 2020 nominato vescovo di Santa Rosa de Osos)
- Wayne Lawrence Lobsinger, dal 21 novembre 2020